# Casco de Santo Tomás
El Casco de Santo Tomás es el área donde se asienta la Unidad Profesional "Lázaro Cárdenas" perteneciente al Instituto Politécnico Nacional (IPN), en la Ciudad de México. El Casco de Santo Tomás, como es conocido popularmente, está situada en la colonia Santo Tomás y Tlatilco así como en colonias aledañas.

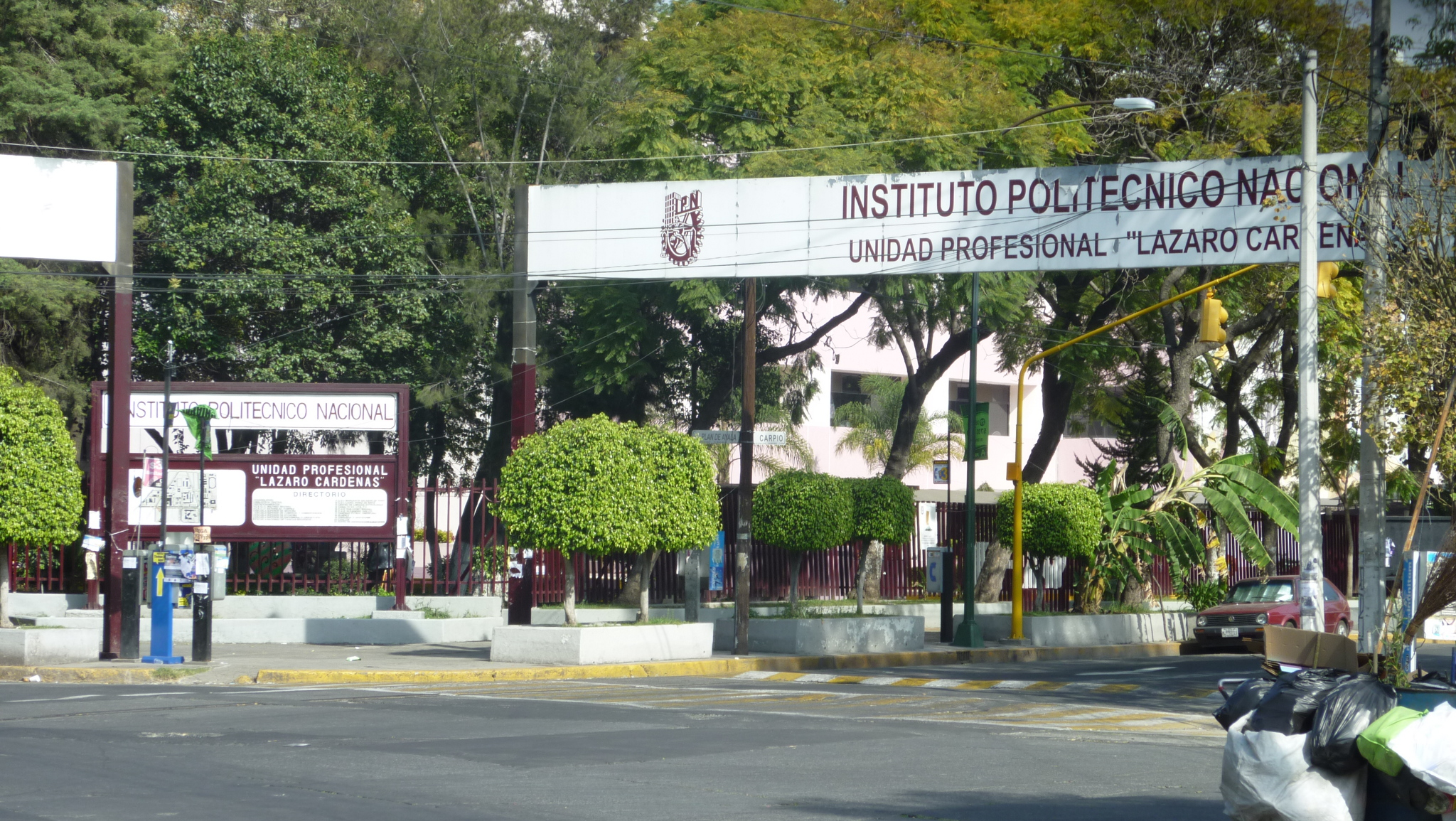
Casco de Santo Tomás, IPN 2013 México DF

## Historia
Estos terrenos, conocidos como "la tlaxpana" (lugar barrido) estuvieron bajo el dominio del señorío de Tacuba en la época Precolombina. 
Tras la conquista, fueron cedidos a Hernán Cortés, quien plantó una huerta en este lugar a la cual llamó "Huerta de Santo Tomás", santo de quien era devoto. También construyó una capilla y un hospital dedicado a San Lázaro, para enfermos de lepra, pero estos fueron destruidos posteriormente por el presidente de la Real Audiencia Nuño de Guzmán con el argumento de que el acueducto que iba de Chapultepec a Tacuba se contaminaba por pasar a través de la huerta, aunque en realidad expropió los terrenos para construirse una casa campestre.
Después de la Independencia de México, en este lugar se construyó la primera Escuela de Agricultura en la huerta denominada de San Jacinto. En 1857 se construyó la Escuela Nacional de Artes y Oficios, pero fue consumida al año siguiente por un incendio y lo que sobró del lugar se convirtió en una hacienda llamada "Santo Tomás de los Tepetates".
En la época del Porfiriato, se pensó en construir la Escuela de Ferrocarrileros, pero fue hasta después de la Revolución, en 1923, que se creó ahí el Instituto Técnico Industrial (ITI). 
En 1935, el entonces Presidente de la República, Lázaro Cárdenas del Río, y el ingeniero Juan de Dios Bátiz Paredes, decidieron fundar al Instituto Politécnico Nacional en estos terrenos.
Como parte del Movimiento estudiantil de 1968 en México, el 23 de septiembre, estudiantes del IPN se atrincheraron tras una manifestación para defenderse de la represión policíaca en el Casco de Santo Tomás el cual fue cercado por granaderos y policías. Al atardecer, los estudiantes salieron del casco para refugiarse en la Escuela de Ciencias Biológicas, la cual fue rodeada y balaceada en repetidas ocasiones, en la madrugada llegaron cientos de soldados y el ejército rodeo la escuela con tanquetas, instantes después tomó el plantel salvajemente[cita requerida] golpeando a hombres y mujeres llevándoselos a todos en camiones, muchos sin moverse[cita requerida].
Otro suceso trágico que tuvo lugar en este sitio ocurrió el 10 de junio de 1971, "Jueves de Corpus", cuando una manifestación estudiantil pacífica[cita requerida] fue agredida[cita requerida] por un cuerpo paramilitar conocido como los "halcones" que, en su origen, fue creado para la vigilancia especial de las instalaciones del Sistema de Transporte Colectivo.
Sus acciones criminales[cita requerida], que cobraron numerosas víctimas, se extendieron a los hospitales en donde fueron ingresados los heridos, quienes fueron rematados[cita requerida] por estos en las salas de emergencia.

## Actualidad
Desde la Fundación del Instituto Técnico Industrial, pasando por el IPN hasta convertirse en 1981 en la Unidad Profesional "Lázaro Cárdenas". Se encuentra rodeada por el Circuito Interior Avenida Instituto Técnico Industrial y la Calzada México-Tacuba, donde encontramos escuelas, centros y unidades del IPN como:
- Escuela Nacional de Ciencias Biológicas (ENCB)
- Escuela Superior de Economía (ESE)
- Escuela Superior de Comercio y Administración (ESCA)
- Escuela Superior de Enfermería y Obstetricia (ESEO)
- Escuela Superior de Medicina (IPN)
- Centro Interdisciplinario de Ciencias de la Salud (CICS)
- Centro de Estudios Científicos y Tecnológicos n.º 11 "Wilfrido Massieu Pérez"
- Centro de Lenguas Extranjeras (CENLEX)
- Centro de Apoyo Polifuncional (CAP)
- Centro de Apoyo Estudiantil (CAE)
- Centro de Desarrollo Infantil ("Laura Pérez de Bátiz" y "Margarita Salazar de Erro")
- Estación de televisión Canal Once
- Campo de entrenamiento del equipo de fútbol americano Águilas Blancas
- Campo de entrenamiento del equipo de fútbol americano Búhos
- Centro de Estudios Científicos y Tecnológicos n.º 9 "Juan de Dios Bátiz Paredes"

- Datos: Q5756009